# تيم قاولد
تيم قاولد (بالإنجليزية: Tim Gould)‏ هو دراج بريطاني، ولد في 30 مايو 1964 في Matlock, Derbyshire ‏ في المملكة المتحدة.

## وصلات خارجية
- تيم قاولد على موقع أرشيف الدراجات (الإنجليزية)